# Branimir Bajić
Branimir Bajić (Velika Obarska, 19. listopada 1979.) bivši je bosanskohercegovački nogometaš. 
Prvi klub mu je bio Radnik iz Bijeljine, iz kojeg prelazi u FK Partizan. Kratko je igrao u Saudijskoj Arabiji. 

## Vanjske poveznice
- Profil na Transfermarktu
- Profil na Soccerwayu  Arhivirana inačica izvorne stranice od 7. studenoga 2016. (Wayback Machine)